# Les Quatre Barbus
Les Quatre Barbus, aussi stylisé Les 4 Barbus, est un groupe vocal français, composé de quatre chanteurs portant la barbe (éventuellement fausse). Formé en 1938, il connut son plus grand succès dans les cabarets parisiens des années 1950 puis, par le disque, dans les années 1960. Le groupe fait ses adieux à la scène en 1969. Leur style musical a été comparé à celui des Frères Jacques.

## Biographie
En 1938, Jacques Tritsch, étudiant en lettres, et trois élèves des Beaux-Arts rencontrés dans un camp de vacances forment un groupe vocal avec pour ambition d'animer fêtes de la jeunesse et camps de vacances dans un esprit très Front populaire. Le groupe s'appelle Compagnons de Route. Au printemps 1939, ils sont engagés par Agnès Capri dans son cabaret (Chez Agnès Capri, 5 rue Molière à Paris) et enregistrent un disque. Le groupe est partiellement dispersé par la Seconde Guerre mondiale : demeurent Jacques Tritsch (basse) et Marcel Quinton (baryton). En 1942 se joint à eux Pierre Jamet (ténor), ancien Éclaireur de France, fondateur de la chorale des Auberges de Jeunesse et proche de Jacques Prévert. Il manque au groupe une quatrième voix, celle de contre-ténor ; l'emploi sera tenu brièvement par Raymond Leibowitch (professeur de stomatologie), André Schlesser, Jean-Marie Périsson (futur chef d'orchestre à l'Opéra de Paris), Michel Hamel (ténor professionnel) ; enfin, en 1949, Georges Thibaut (maître de chapelle de Saint-Germain-des-Prés) rejoint le groupe et y demeurera jusqu'aux adieux de 1969.
Dès la Libération, le groupe monte un spectacle musical, Le Gueux au paradis qui obtient un bon succès. Louis Jouvet les applaudit : « Avec les Compagnons de Route, la chanson française retrouve son accent d'origine… » ; Darius Milhaud reconnaît leur talent : « Un voyage à travers le folklore avec les Compagnons de Route nous permet d'apprécier les qualités musicales de ce jeune groupement plein d'entrain et de vie[réf. nécessaire]. »
À partir de 1947 se succèdent les saisons dans les meilleurs cabarets et les tournées internationales. Ils enregistrent chez Polydor puis Philips ; pour ses premiers enregistrements d'après-guerre, le groupe prend pour nom Les Quatre Barbus de la radio, mais il le simplifie rapidement pour s'appeler simplement, à partir de 1949, Les Quatre Barbus. C'est à cette époque que se fixe leur style scénique : une tenue simple avec un blouson sur un maillot de marin, un chapeau (de style varié selon les spectacles et les années) et surtout une barbe (parfois vraie mais souvent fausse). La mise en scène est des plus simples, l'accent étant surtout porté sur l'interprétation musicale. Leur style les rapproche des Frères Jacques.
Au cours des vingt ans qui suivront, ils enregistreront une trentaine d'albums et autant de 45 tours. Leur répertoire est d'un grand éclectisme : chansons pour enfants, chansons populaires, chansons dans la veine des cabarets des années 1950 (Jean Villard, Brassens, Boris Vian, Pierre Dac et Francis Blanche), chansons paillardes (très édulcorées dans les versions enregistrées) et même un album de chansons anarchistes en 1969. Le groupe fait ses adieux cette même année,.

## Style musical
Les Quatre Barbus ont leurs origines dans la mouvance du scoutisme laïc et des « Éclaireurs » laïcs, avec un répertoire abondant de chansons traditionnelles françaises, de chants de marins, d'airs estudiantins plus ou moins paillards ; ils enregistrent aussi un album de chansons anarchistes ainsi qu'un nombre important de chansons enfantines. À leur succès dans les cabarets parisiens, on doit également un large choix d'enregistrements dans le style de la chanson rive gauche.
Par delà les années, leur renommée reste attachée aux enregistrements parodiques d'airs classiques fameux sur lesquels Pierre Dac et Francis Blanche ont plaqué des paroles saugrenues. On rappellera entre autres :
- La Pince à linge (paroles : Pierre Dac et Francis Blanche ; musique : Beethoven, Cinquième symphonie)
- Chant d'allégresse (paroles : Pierre Dac ; musique : Chopin, Étude op. 10, no 3 Tristesse)
- Ouverture du Barbier de Séville. Chanson interprétée par eux dans le film Boum sur Paris (1954). (paroles : Francis Blanche ; musique : Rossini, Le Barbier de Séville)
- Honneur aux barbus  (paroles : Francis Blanche et Pierre Dac ; musique : Rossini, Le Barbier de Séville, un autre passage)
- L'Alcool (paroles : Francis Blanche et Michel Emer ; musique : Liszt, Rhapsodie hongroise no 2).
- La Danse Macchab (paroles : Francis Blanche ; musique : Saint-Saëns, Danse macabre)
- Le Parti d'en rire (paroles : Pierre Dac et Francis Blanche ; Musique : Ravel, Boléro)

## Postérité
En 2020, un groupe vocal féminin appelé Les 4 Barbu(e)s, est créé en l'honneur des 4 Barbus.

## Discographie
La discographie des Quatre barbus est très vaste et a été éditée par plusieurs maisons de disques. Quelques éditions remarquables :
- Années 50 avec Lucienne Vernay beaucoup de comptines en 78 tours, rééditées en livres disques 45 tours chez Philips.
- 1954 : Rondes et chansons de France (avec Lucienne Vernay) (3 × 25 cm, 76 112, et super 45 tours chez Philips en 1958)
- 1957 : Chansons gaillardes (Philips, 25 cm)
- 1960  : À La Mouff (enregistrement public, 2 × 25 cm)
- 1969 : Chansons anarchistes (30 cm, SERP)
- 1970  : La Commune de Paris (SERP)
- 1997 : La Pince à linge (double CD compilation ; Rym Musique, diffusion PolyGram)
- 1997 : L'Art paillard (apparitions sur la compilation, Rym Music)
- Abécédaire musical (avec Lucienne Vernay) (25 cm, Philips)
- Chants de galères, bagnes et prisons (30 cm, Barclay)
- Chansons à boire (25 cm)
- Chansons de marche, chansons d'étape (avec la Chorale fédérale du scoutisme français) (25 cm, Philips)
- Les quatre Barbus, l'anthologie 1938-1962 (trois CD, Frémeaux & Associés)
- Les quatre Barbus, Honneur aux Barbus (quatre CD, EPM)

## Filmographie
- 1951 : Une Fille à croquer (Le petit Chaperon rouge) de Raoul André
- 1954 : Boum  sur Paris de Maurice de Canonge

## Membres
- Jacques Tritsch (1913—1991), basse
- Marcel Quinton (1916—1984), baryton (Grand Massier de l'École des Beaux-Arts entre 1942 et 1943)
- Pierre Jamet (1910—2000), ténor (arrivé en 1942)
- Georges Thibaut (1911—1998), contreténor (arrivé en 1949)